# Пяэскюла (микрорайон)
Пя́эскюла (эст. Pääsküla) — микрорайон в районе Нымме города Таллина, столицы Эстонии.

## География

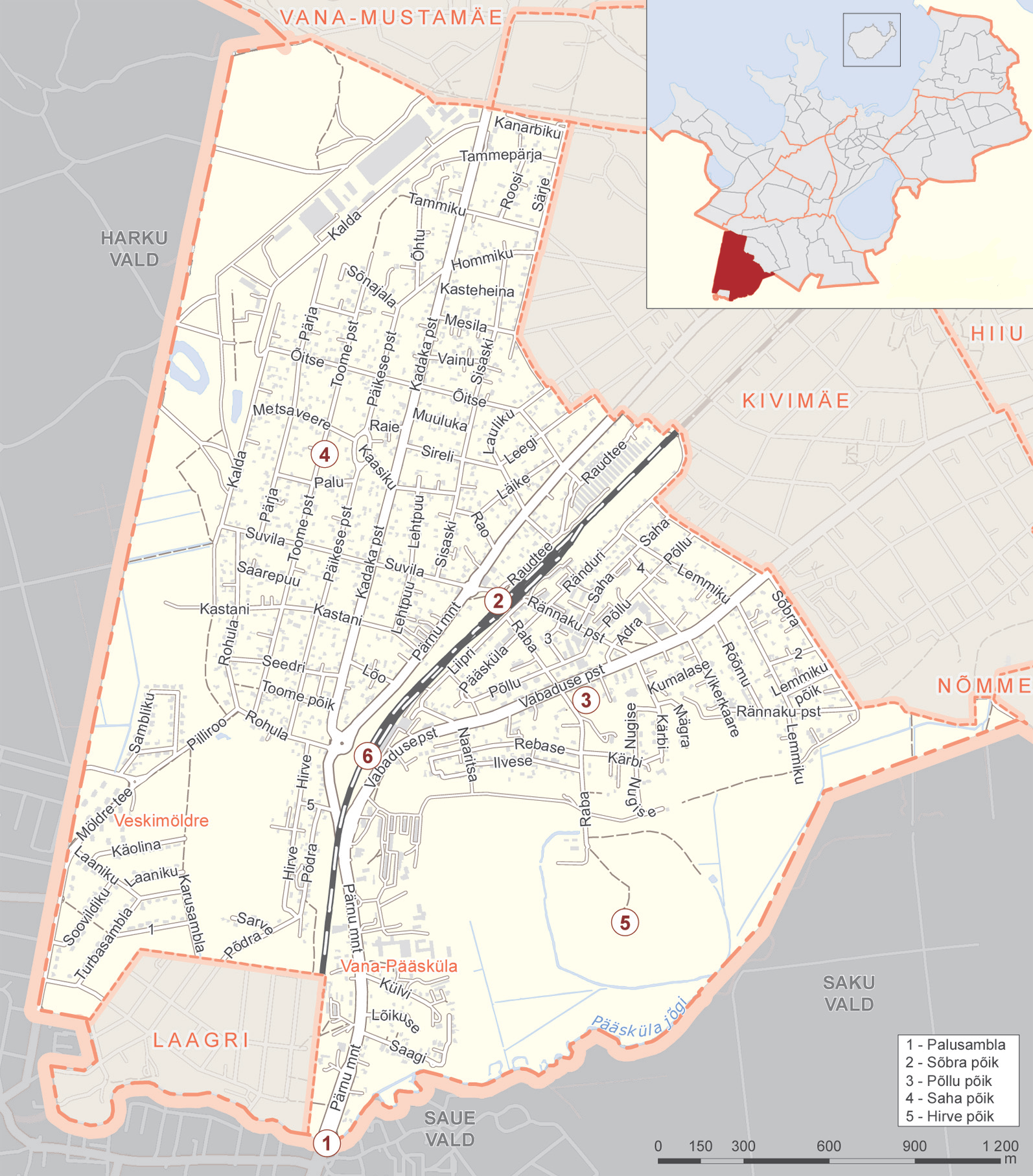
Карта микрорайона Пяэскюла

Расположен на юго-западе Таллина. Граничит с микрорайонами Вана-Мустамяэ, Кивимяэ, Лаагри, Нымме и Хийу, а также с волостями Харку, Сауэ и Саку. Площадь — 6,61 км². Плотность населения на 1 января 2023 года — 1423,6 чел/км².

## Улицы
Основные и самые протяжённые улицы микрорайона: бульвар Вабадузе, бульвар Кадака, улица Калда, Пярнуское шоссе и улица Раудтеэ.

## Население
В 2014 году в Пяэскюла проживали 9948 человек, из них мужчин — 46 %; эстонцы составляли 80 % жителей микрорайона.
| Численность населения микрорайона Пяэскюла на 1 января по данным Регистра народонаселения | Численность населения микрорайона Пяэскюла на 1 января по данным Регистра народонаселения | Численность населения микрорайона Пяэскюла на 1 января по данным Регистра народонаселения | Численность населения микрорайона Пяэскюла на 1 января по данным Регистра народонаселения | Численность населения микрорайона Пяэскюла на 1 января по данным Регистра народонаселения | Численность населения микрорайона Пяэскюла на 1 января по данным Регистра народонаселения | Численность населения микрорайона Пяэскюла на 1 января по данным Регистра народонаселения | Численность населения микрорайона Пяэскюла на 1 января по данным Регистра народонаселения |
| 2008                                                                                      | 2010                                                                                      | 2011                                                                                      | 2012                                                                                      | 2013                                                                                      | 2014                                                                                      | 2015                                                                                      | 2016                                                                                      |
| ----------------------------------------------------------------------------------------- | ----------------------------------------------------------------------------------------- | ----------------------------------------------------------------------------------------- | ----------------------------------------------------------------------------------------- | ----------------------------------------------------------------------------------------- | ----------------------------------------------------------------------------------------- | ----------------------------------------------------------------------------------------- | ----------------------------------------------------------------------------------------- |
| 9477                                                                                      | ↗9571                                                                                     | ↗9586                                                                                     | ↗9843                                                                                     | ↗9852                                                                                     | ↗9948                                                                                     | ↘9944                                                                                     | ↗9950                                                                                     |
| 2017                                                                                      | 2018                                                                                      | 2019                                                                                      | 2020                                                                                      | 2021                                                                                      | 2022                                                                                      | 2023                                                                                      |                                                                                           |
| ↘9879                                                                                     | ↗9955                                                                                     | ↘9684                                                                                     | ↗9741                                                                                     | ↘9608                                                                                     | ↘9521                                                                                     | ↘9410                                                                                     |                                                                                           |

## История
Современный микрорайон Пяэскюла фактически состоит из двух частей: исторической деревни Пяэскюла, расположенной вдоль шоссе Таллин—Пярну по обе стороны реки Пяэскюла (северная часть деревни была присоединена к Таллину в 1968 году, южная часть — к посёлку Лаагри в 1977 году) и садового городка Пяэскюла (в основном, вдоль бульвара Кадака), который был основан в 1912 году чиновниками морской крепости Императора Петра Великого как Петровская слобода (эст. Peetri aedlinn). Жители пригорода также построили одноимённую железнодорожную станцию, которую в народе стали называть «Петровка». Станция была открыта 1 мая 1915 года и переименована в «Пяэскюла» в 1919 году; с тех пор название Пяэскюла стало распространяться и на садовый городок.
Деревня Пяэскюла впервые упоминается в Датской поземельной книге, основанной на данных произведённой датскими монахами в 1219—1220 годах «большой эстонской описи», как Peskulæ. Согласно книге, поселение составляло 20 гаков и являлось важным пунктом западного и северного-западного направления из Ревеля. 

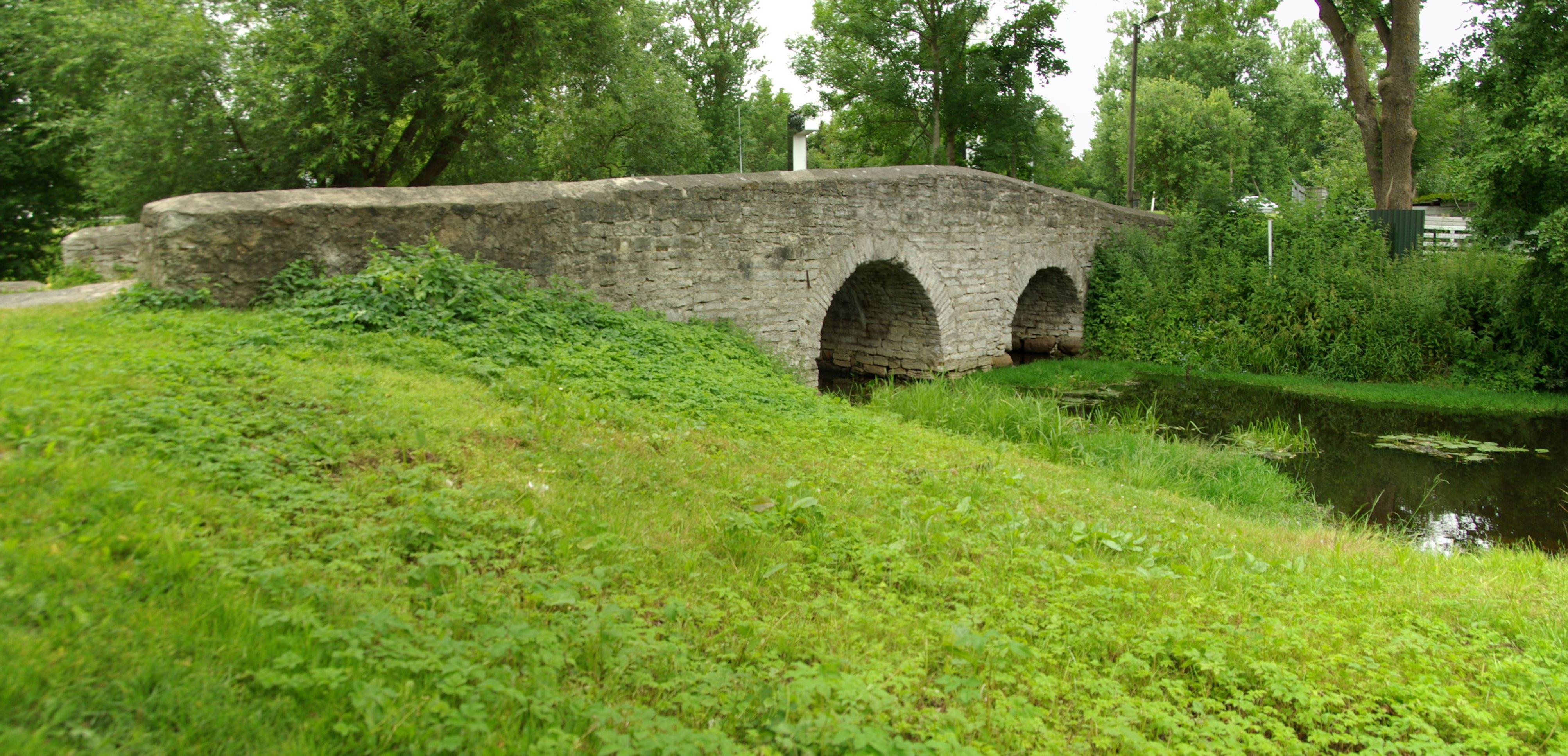
Каменный мост через реку Пяэскюла

Своё эстонское название деревня ведёт от будто бы существовавшего на её территории брода через реку (эст. pääs — проход, эст. küla — деревня), или от узкого прохода по суше между болотами Пяэскюла и Харку, где она находится. Свою важность эта переправа утратила со строительством каменного моста, первые упоминания о котором датируются 1579 годом.
В 1526 году земли деревни принадлежали мызе Харк ревельского комтура ливонского ордена. С 1526 года деревня входила во владения мызы Елгимяги. Согласно ревизии 1725—1726 годов, в Пяэскюла находилось 7 хуторов, население составляло около 50 человек. В вышедшем в 1798 году атласе Меллина деревня расположена по обоим берегам реки; на её территории находились водяная мельница и трактир.
В подчинении мызы Елгимяги деревня находилась до продажи хуторов, которая произошла в конце XIX века. После этого Пяэскюла вошла в состав волости Сауэ.

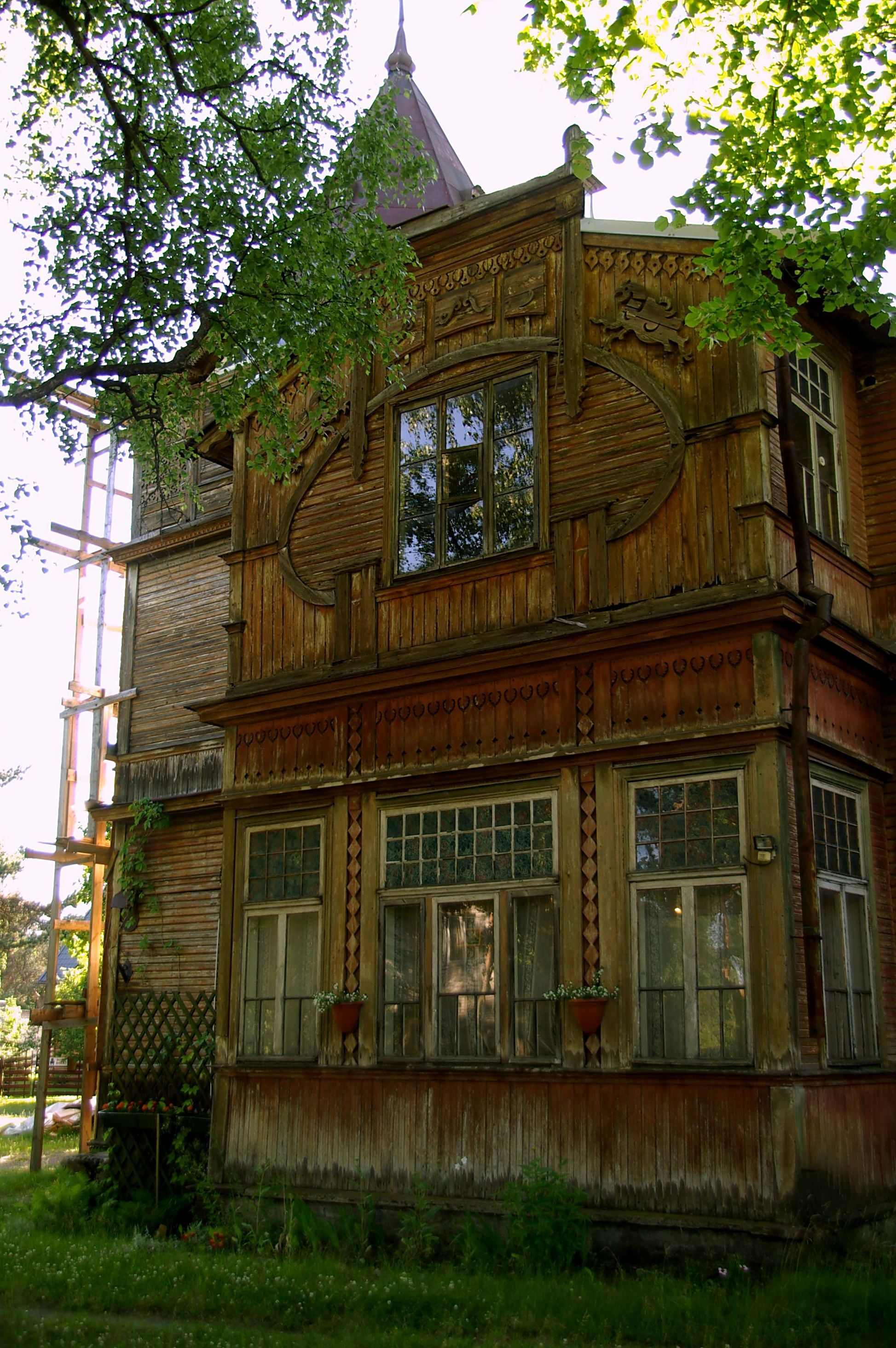
Дом Петровской слободы, памятник архитектуры

В 1917 году все работы над морской крепостью были остановлены. Прекратилось также и строительство дачного пригорода. Пассажирская станция «Петровская слобода», а также станция, находившаяся на служебной железной дороге, обслуживающей крепость, были переименованы в «Пяэскюла». Последняя была закрыта в 1919 году.
26 апреля 1923 года Петровская слобода вошла в состав города Нымме. В 1920—1930 годах в Пяэскюла началось активное строительство жилых домов. В 1938 году здесь был построен дом престарелых, а в 1940 году — лечебница для больных туберкулезом. В настоящее время дом престарелых снесён, а здание бывшей лечебницы является жилым домом.
Некоторые кварталы одноэтажных деревянных домов были построены за счёт Финляндии после окончания Второй мировой войны в качестве компенсации за ущерб, причинённый Советскому Союзу военными действиями.
В 1950 году в Пяэскюла было построено моторвагонное депо (с 1997 года обслуживается компанией «Elron»). Депо продолжает работу и в наше время.
С 1966 года в микрорайоне находилась свалка, которая стала большой экологической проблемой и была закрыта в 2003 году. 
В 2002 году в Пяэскюла был построен плавательный бассейн «Нымме».

## Предприятия и учреждения

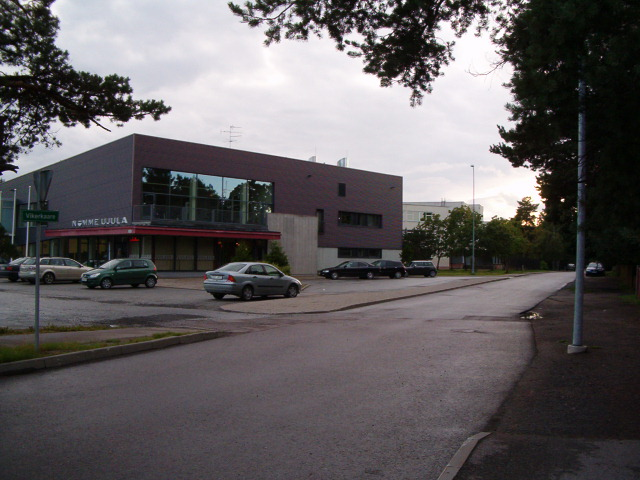
Бассейн «Нымме»

- Pärnu mnt 554 — супермаркет торговой сети «Selver»;
- Raba tn 10 — детский сад «Рабарюблик» (эст. Lasteaed Rabarüblik);
- Rännaku pst 28 — детский сад «Ряннаку» (эст. Rännaku lasteaed);
- Saha tn 19 — детский сад «Мяннимудила»  (эст. Lasteaed Männimudila);
- Vikerkaare tn 10 — Таллинская школа Пяэскюла;
- Leegi tn 14 — Таллинская основная школа Кивимяэ;
- Pärnu mnt 480А — библиотека Пяэскюла;
- Vabaduse pst 156 — бассейн Нымме;
- Pärnu mnt 453E — магазин торговой сети «Rimi»;
- Pärnu mnt 534 — магазин торговой сети «Maxima»

## Общественный транспорт
Через микрорайон курсируют городские автобусы маршрутов № 10, 14, 18, 18А, 20, 20А, 27, а также несколько уездных автобусов.

## Галерея

Микрорайон Пяэскюла
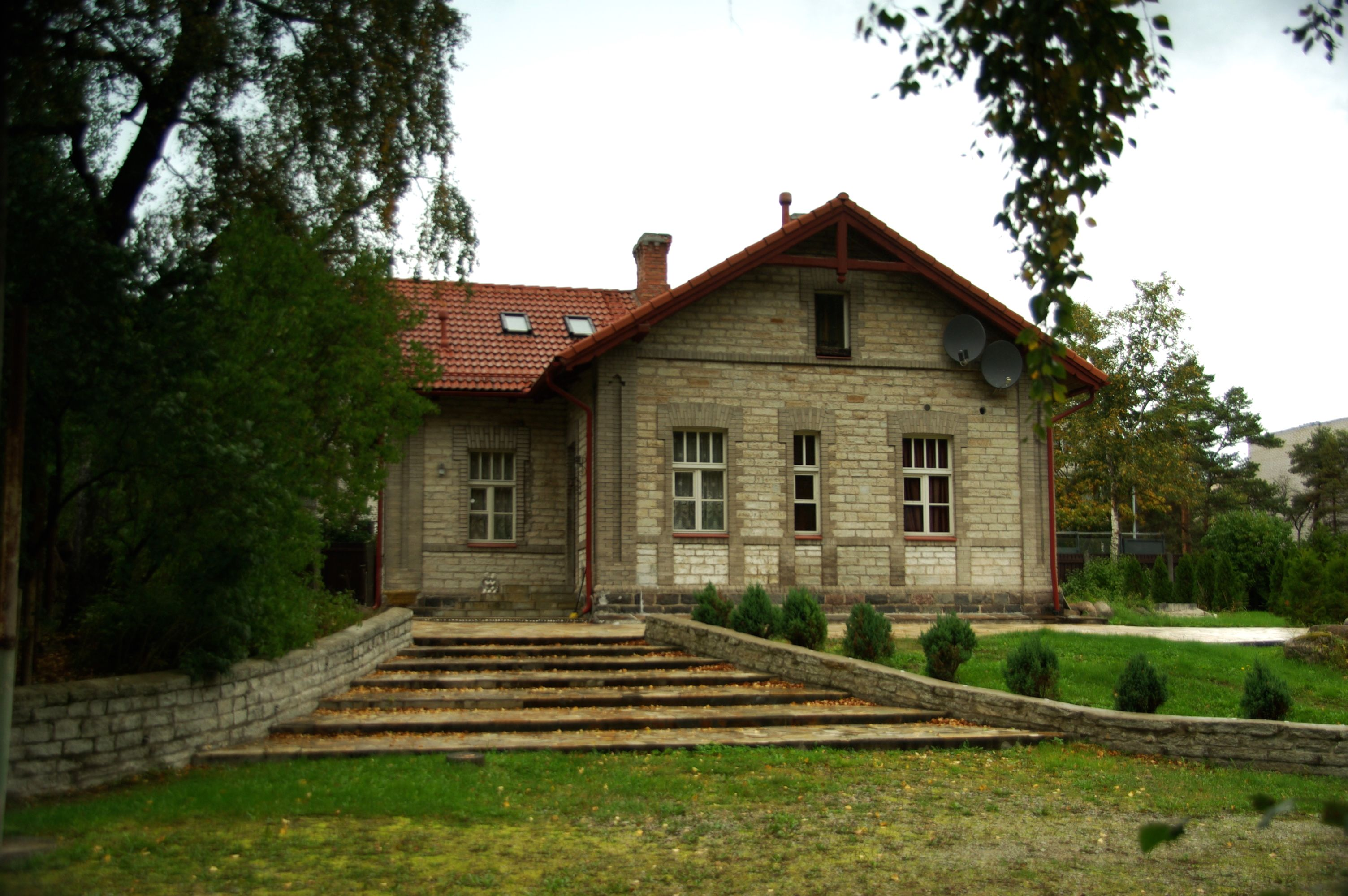
Вокзал Петровской слободы, памятник архитектуры
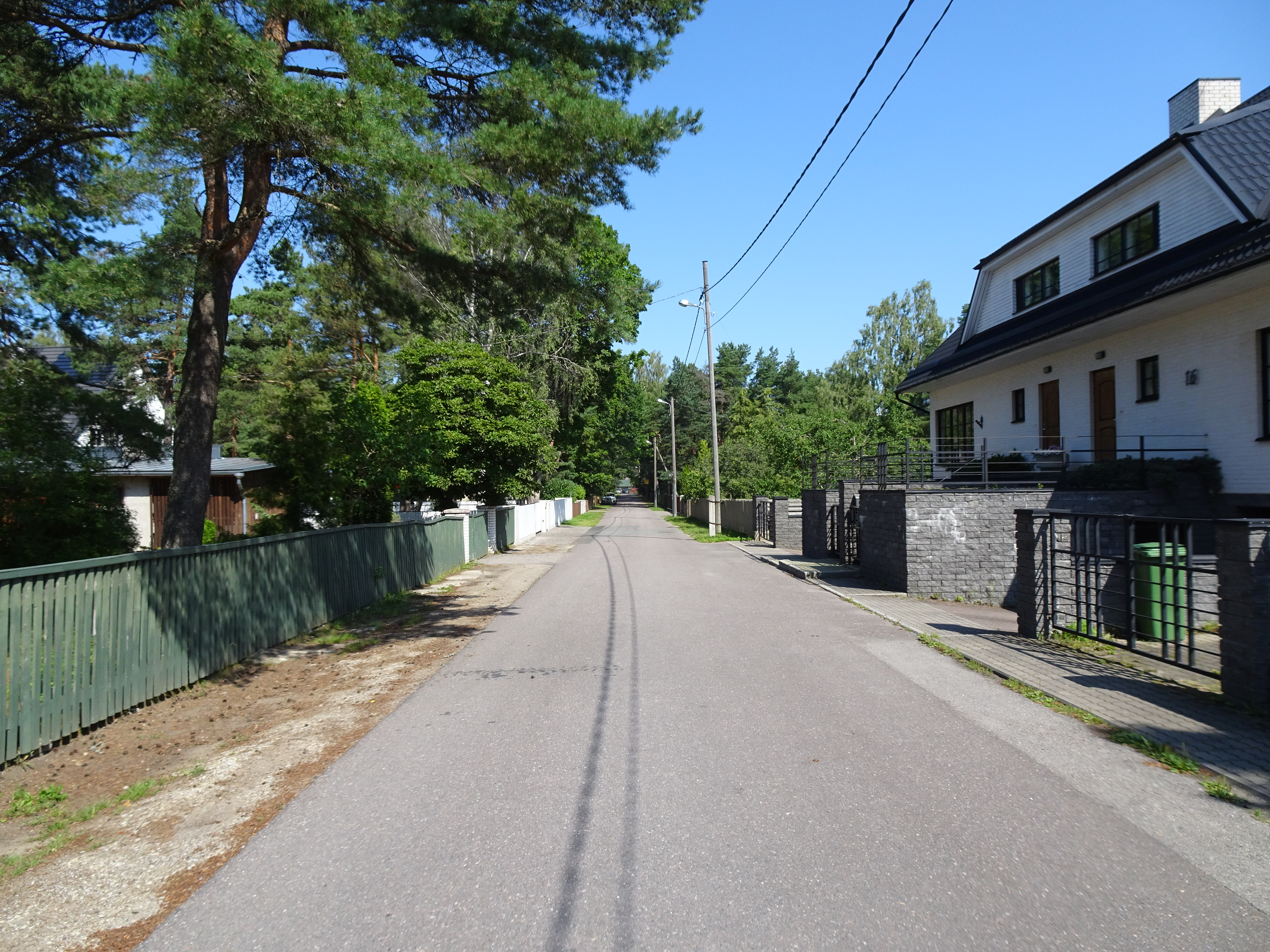
Улица Лехтпуу
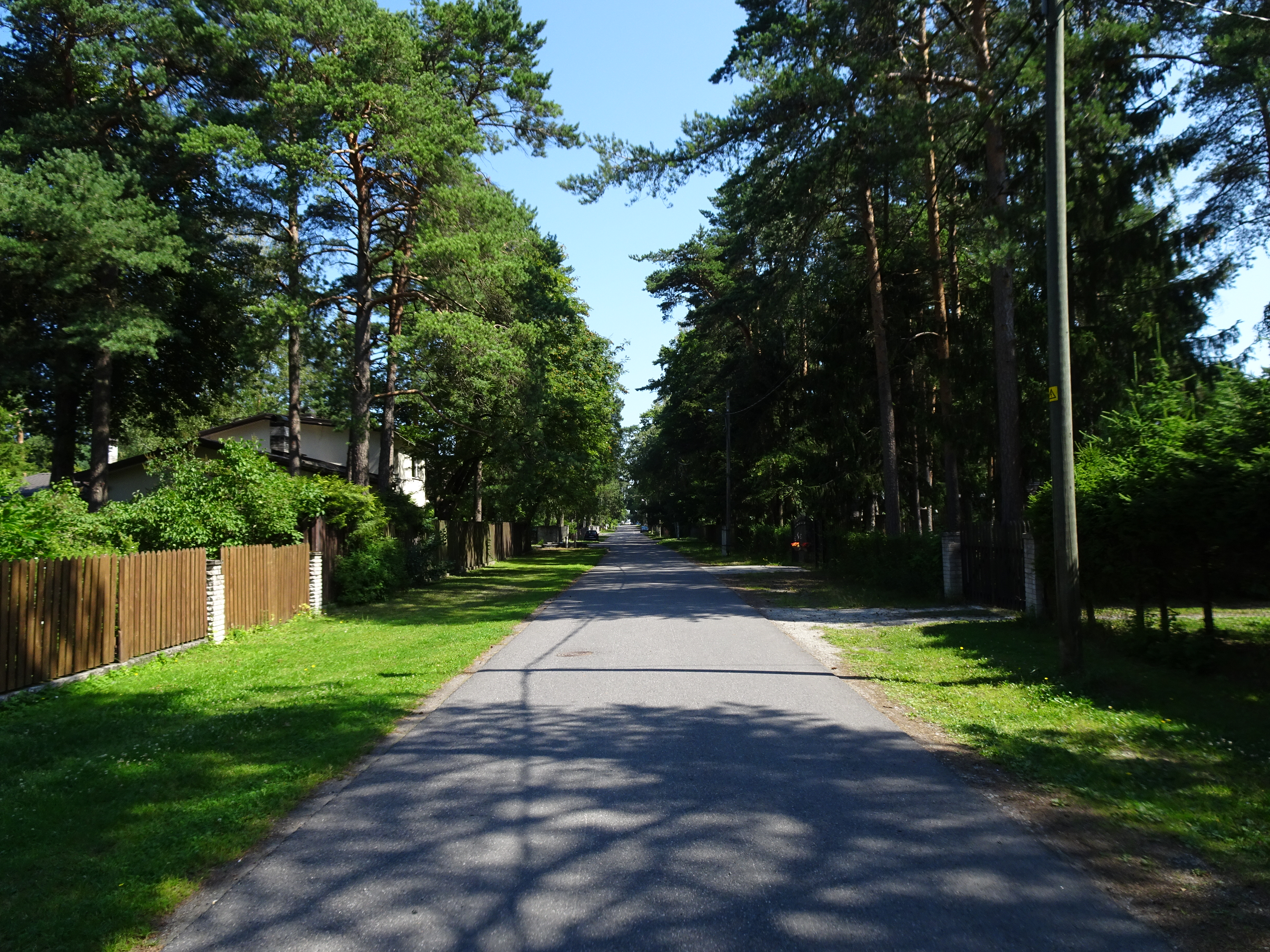
Улица Лаулику
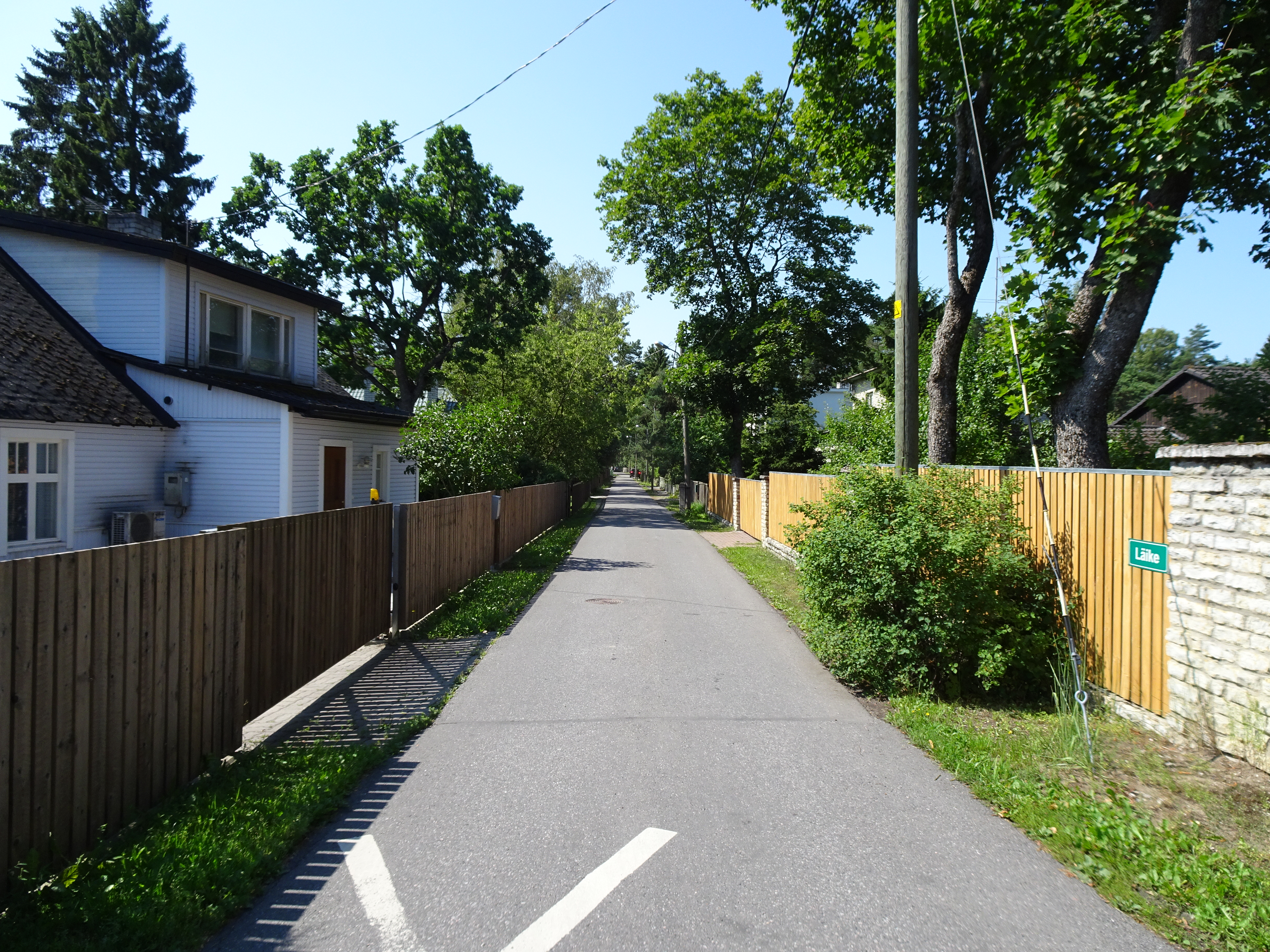
Улица Ляйке
Улица Калда, дом 64